# ウェザーフィッシュ
ウェザーフィッシュ (Misgurnus fossilis)は、ドジョウ属の一種。ヨーロッパとアジアの一部に分布する。
体には縦縞が入り、全長は30 cmまで成長するが、45 cmの個体を捕まえたという漁師もいる 。これが本当であれば、本種がドジョウ科の最大種である。

## 分布
ヨーロッパを中心に、非常に広範囲に分布している。アルプス山脈の北、西ヨーロッパのマース川からロシア北西部のネヴァ川まで、またドナウ川からクバン川までの黒海盆地の北部、およびカスピ海地域のヴォルガ川とウラル川にも分布する。ドジョウ程ではないが、異なる地域にも導入されている。

## 生態
成魚は水生植物の密集した場所に生息し、幼魚はデトリタスの多い岸近くの浅い場所に生息する。植物のない開けた場所では見られない。この生態により、浚渫や水生植物の除去は本種の個体群にとって脅威となる。国際自然保護連合によって低危険種とされているが、生息域の大部分で保護されている。夜行性で、細長い体で底に穴を掘り、乾季や冬季には巣穴に潜って過ごす。大気中の酸素で呼吸することができるため、他の多くの魚が生息できない環境でも生存できる。水中酸素の少ない環境では腸呼吸を行い、まず水面まで泳いで空気を吸う。その後空気は腸を通過し、血管系で酸素が取り込まれた後、肛門から排出される。
気圧の上下に合わせて行動パターンを変えることで知られている。雑食性の底魚であり、敏感なひげを使って小型の水生無脊椎動物やデトリタスなどの餌を探す。飼育下では冷凍アカムシを解凍したもの、小魚、ブラインシュリンプ、ミミズ、また植物質のものを与えるとよい。